# Чикасо (окръг, Айова)
Окръг Чикасо (на английски: Chickasaw County) е окръг в щата Айова, Съединени американски щати. Площта му е 1308 km², а населението – 13 095 души (2000). Административен център е град Ню Хамптън.